# (21340) 1997 CS19
(21340) 1997 CS19 est un astéroïde de la ceinture principale d'astéroïdes découvert en 1997.

## Description
(21340) 1997 CS19 a été découvert le 11 février 1997 à l'observatoire astronomique d'Ōizumi, situé à Ōizumi, dans la préfecture de Gunma, au Japon, par Takao Kobayashi.

### Caractéristiques orbitales
L'orbite de cet astéroïde est caractérisée par un demi-grand axe de 2,47 UA, un périhélie de 2,17 UA, une excentricité de 0,12 et une inclinaison de 5,38° par rapport à l'écliptique. Du fait de ces caractéristiques, à savoir un demi-grand axe compris entre 2 et 3,2 UA et un périhélie supérieur à 1,666 UA, il est classé, selon la JPL Small-Body Database, comme objet de la ceinture principale d'astéroïdes.

### Caractéristiques physiques
(21340) 1997 CS19 a une magnitude absolue (H) de 14,5 et un albédo estimé à 0,364.